# Duursche Waarden
De Duursche Waarden is een 120 hectare groot natuurgebied van Staatsbosbeheer in de gemeente Olst-Wijhe nabij de buurtschap Fortmond. De Duursche Waarden bestaat uit geulen, oeverwallen en stukken bos in de uiterwaarden van de IJssel. Het gebied is vernoemd naar het nabijgelegen gehucht Duur. Er werd eeuwenlang rivierklei gewonnen voor de baksteenproductie die er op vrij grootschalige wijze plaatsvond.
De IJssel wordt al sinds de late middeleeuwen beteugeld door dijken. De tussen rivier en dijk liggende uiterwaarden zijn door sedimentatie belangrijk hoger komen te liggen, ze overstromen alleen bij zeer hoge waterstanden. De waarden konden daardoor, behalve voor kleiwinning, in de loop van de twintigste eeuw steeds intensiever agrarisch worden gebruikt. Landschappelijke en natuurwaarden gingen vaak verloren. Om dit proces te keren werd in het kader van Plan Ooievaar op een aantal plaatsen de mogelijkheid onderzocht om het oorspronkelijke rivierenlandschap te reconstrueren. Er werden vier plaatsen voor herstelwerkzaamheden aangewezen, waaronder de Duursche Waarden, dat in 1989 werd bestempeld tot natuurontwikkelingsproject.

## Natuurontwikkeling
De activiteiten van Steenfabriek Fortmond zijn in 1976 beëindigd. Het gebied van de Duursche Waarden kende toen al een grote biodiversiteit. Parallel aan de rivier bevonden zich laag- en hooggelegen uiterwaarden en tichelrestruggen, lage oeverwallen en stroomruggen, een zogenoemde kronkelwaard. Er was een oude rivierstrang en een moerassig wilgenbos. Verder kleigaten en schrale en voedselrijke graslanden. Bij de omvorming tot natuurgebied na 1989 werd de dode rivierarm verdiept en weer een aansluiting gegeven op de IJssel, de ooit gegraven zandwinningsplas werd juist verondiept. De zomerkade werd over een lengte van 100 meter afgegraven waardoor de rivier vaker maar geleidelijker het gebied in- en uitstroomt en zo meer invloed op flora en fauna kan laten gelden. Daardoor ontwikkelde zich een natuurlijker rivier-ecosysteem met meer dynamiek.
Beheer met grote grazers voorkomt dat de ruigtes en graslanden dichtgroeien en veranderen in een groot ooibos. Er ontstond daardoor een flinke afwisseling in de vegetatie. De Schotse hooglanders en IJslandse paarden zijn de belangrijkste natuurbeheerders. Het natuurgebied is, met haar goed ontwikkeld zachthoutooibos, doornstruweel en fragmenten van hardhoutooibos, aangewezen als een van de zestig bosreservaten van Nederland.
Ten zuidoosten van Fortmond werd in 2007 in het gebied De Enk als uitbreiding van het natuurontwikkelingsproject onder meer een stelsel van oude geulen uitgegraven dat zal aansluiten op de Duursche Waarden. In 2014 werd in het kader van het project Ruimte voor de rivier een hoogwatergeul aangelegd die de waterafvoer bij hoge rivierstanden ten goede met komen, hierdoor is het dynamische karakter van het gebied nog verhoogt.
Ecologen volgen de ontwikkelingen in het gebied op de voet. Ze constateerden dat de weidevogels in de jaren na 1990 zijn verdwenen. De zeldzame kwartelkoning is na het jaar 2000 niet meer gehoord. Daarvoor in de plaats kwamen vogels die een voorkeur voor water en bomen hebben zoals viseters als de aalscholver, grote zilverreiger en de ijsvogel. Struweel- en bosvogels namen in aantal flink toe. Rond de kleiputten kwamen bijzondere amfibieën en libellen terug. De bever heeft zich er gevestigd, zwarte ooievaar en zeearend worden er met enige regelmaat gezien.

## Recreatie
Bij de voormalige steenfabriek is een uitkijktoren gebouwd van waaraf de bezoeker het gebied kan overzien. Ook is er een vogelkijkhut en een observatiescherm. Rond de steenfabriek is een wandeling uitgezet en door het dichte ooibos loopt een 2,5 km lang 'laarzenpad'. Gedurende de zomermaanden vaart een fiets- en voetveer tussen Veessen aan de linkeroever van de IJssel en de steenfabriek. Aan de IJsseldijk bij Den Nul is in 2011 een bezoekerscentrum ingericht waar informatie beschikbaar is over het project.